# 안나 파벨라
안나 파벨라(Anna Favella, 1983년 9월 21일 ~ )는 이탈리아의 배우이다.